# Acidiferrobacterales
Ordre
Les Acidiferrobacterales sont un ordre de bactéries à Gram négatif de la classe des Gammaproteobacteria, phylum des Pseudomonadota. Cet ordre contient notamment les bactéries du genre Acidiferrobacter.

## Taxonomie

### Étymologie
L'ordre Acidiferrobacterales a été nommé ainsi d'après le genre type qui lui a été assigné, Acidiferrobacter. Son étymologie est la suivante : A.ci.di.fer.ro.bac.te.ra’les N.L. masc. n. Acidiferrobacter, genre type de l'ordre; L. fem. pl. n. suff. -ales, suffixe pour dénommer un ordre; N.L. fem. pl. n. Acidiferrobacterales, l'ordre des Acidiferrobacter,.

### Historique
L'ordre Acidiferrobacterales a été décrit en 2015 dans la classe des Gammaproteobacteria sur la base des analyses phylogénétiques des séquences d'ARN ribosomal 16S et des caractéristiques biochimiques pour accommoder les genres Acidiferrobacter et Sulfurifustis.

### Liste des familles
Selon la LPSN (28 août 2022) :
- Acidiferrobacteraceae

## Description
Lors de sa description de 2015, l'ordre Acidiferrobacterales comprend la famille Acidiferrobacteraceae.